# José Miguel de Velasco
José Miguel de Velasco Franco  (Santa Cruz de la Sierra, 29 de setembro de 1795 — Santa Cruz de la Sierra, 13 de outubro de 1859) foi um político boliviano e presidente de seu país, seu filho Bernardo Santos Trotte de Velasco Franco foi um influente político boliviano famoso pela fundação de empresas em La Paz.